# Łukasz Owsian
Łukasz Owsian (* 24. února 1990) je polský profesionální silniční cyklista jezdící za UCI WorldTeam Arkéa–B&B Hotels.

## Hlavní výsledky
2008
Course de la Paix Juniors
vítěz 4. etapy
2011
Národní šampionát
2. místo silniční závod do 23 let
2012
Carpathian Couriers Path
3. místo celkově
2013
Dookoła Mazowsza
2. místo celkově
4. místo Memoriał Henryka Łasaka
2014
Sibiu Cycling Tour
vítěz etapy 3a (TTT)
Szlakiem Grodów Piastowskich
 vítěz vrchařské soutěže
2015
2. místo Memorial Grundmanna I Wizowskiego
3. místo Coupe des Carpathes
2016
vítěz GP Polski
2. místo Korona Kocich Gór
Szlakiem Grodów Piastowskich
7. místo celkově
Tour of Małopolska
7. místo celkově
2017
vítěz Korona Kocich Gór
Tour of Britain
 vítěz vrchařské soutěže
Tour of Małopolska
5. místo celkově
Szlakiem Walk Majora Hubala
6. místo celkově
Czech Cycling Tour
8. místo celkově
2018
Szlakiem Grodów Piastowskich
 celkový vítěz
 vítěz bodovací soutěže
vítěz 3. etapy
vítěz Memorial Grundmanna I Wizowskiego
Tour de Langkawi
2. místo celkově
Národní šampionát
3. místo silniční závod
Okolo Slovenska
10. místo celkově
2021
Tour de Pologne
 vítěz vrchařské soutěže
Národní šampionát
3. místo silniční závod
2022
Národní šampionát
3. místo silniční závod
8. místo Trofeo Calvià

### Výsledky na Grand Tours
| Grand Tour      | 2015 | 2016 | 2017 | 2018 | 2019 | 2020 | 2021 | 2022 | 2023 |
| --------------- | ---- | ---- | ---- | ---- | ---- | ---- | ---- | ---- | ---- |
| Giro d'Italia   | 118  | —    | 88   | —    | 73   | —    | —    | —    | —    |
| Tour de France  | —    | —    | —    | —    | —    | —    | —    | 41   | —    |
| Vuelta a España | —    | —    | —    | —    | —    | —    | —    | 90   | 75   |

| —   | Nezúčastnil se |
| DNF | Nedokončil     |
| JS  | Jede se        |